# AC3Filter
AC3Filter el codec permite decodificar el sonido Dolby Digital AC3, que es un tipo de sonido envolvente de 5.1 canales (aunque también existe una versión estéreo, de 2.0 canales). Este sonido, que tiene muy buena calidad, se incluye normalmente en la mayoría de películas DVD. Las pistas de audio en formato AC3 no sólo pueden encontrarse en los DVD, sino también en películas comprimidas en archivos AVI, MKV o MP4.
AC3Filter no sólo soporta sonido AC3, sino que también soporta sonido DTS. Es cuestión de activar la opción correspondiente en la configuración del codec.